# روبرت لوثر
روبرت لوثر (بالألمانية: Karl Theodor Robert Luther)‏ (و. 1822 – 1900 م) هو عالم فلك من بروسيا، وكان عضوًا في الأكاديمية الألمانية للعلوم ليوبولدينا، توفي في دوسلدورف، عن عمر يناهز 78 عاماً.

## التعليم
تعلم في جامعة هومبولت في برلين.

## جوائز
حصل على جوائز منها:
- Lalande Prize [الإنجليزية]‏ (1861).